# Сакциер, Барух
Барух (Борис) Сакциер (англ. Boris (Baruch) Saktsier, род. 1942) — молдавский и израильский скульптор.
Борис Сакциер родился в семье еврейского поэта Мотла Сакциера и актрисы Кишинёвского государственного еврейского театра (до его закрытия) Сусанны Абрамовны Сакциер (урождённой Гаханской). Отец в 1949—1954 годах находился в заключении, мать работала на обувной фабрике.

Окончил кишинёвское художественное училище и Ленинградский институт живописи, скульптуры и архитектуры имени И. Е. Репина (1969). С 1972 года — в Израиле.

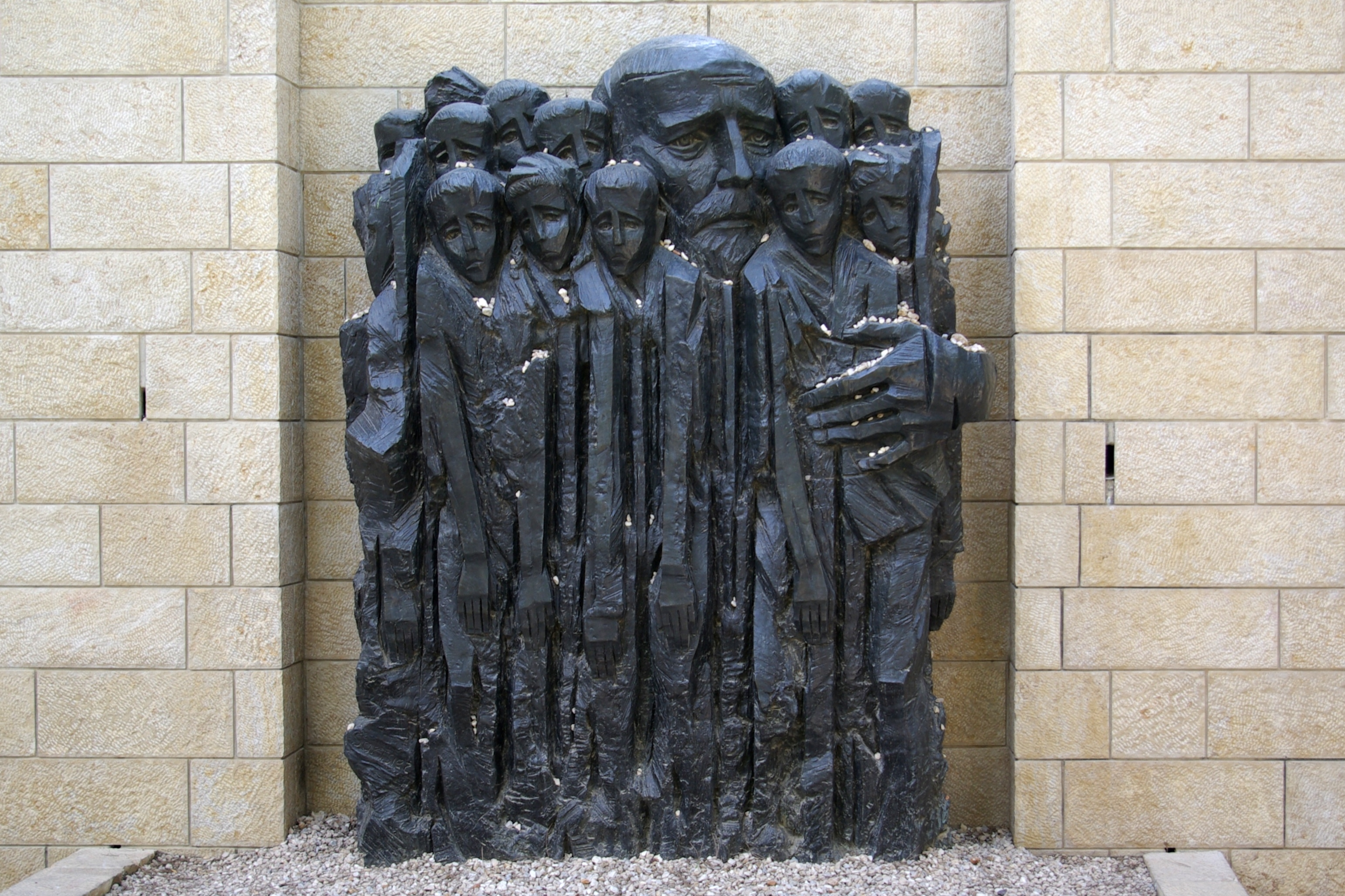
Памятник «Януш Корчак и дети» (1978)

В 1978 году победил в конкурсе на создание монумента Янушу Корчаку на площади Януша Корчака в музейном комплексе Яд Вашем в Иерусалиме. Выполненный скульптором бронзовый бюст его отца, поэта Мотла Сакциера, находится в коллекции кишинёвского музея еврейской истории и культуры. Работы скульптора выставлялись в Арт-Манеже. Живёт в поселении художников Са-Нур в Самарии; четверо детей.
Главным направлением творчества Б. Сакциера являются скульптурные портреты в бронзе. Среди них выделяются «Грации», «Скрипач», «Семья», «Материнство», «Женщины шагают», «Шолом-Алейхем», «Леда», проект «Двенадцать знаков зодиака».

## Галерея
- Работы Б. Сакциера в ArtGallery2k
- Galerie STG ART — Saint Tropez
- Выставка работ скульптора в Сен-Тропе (2012)
- Скульптурная группа в музее «Яд Вашем»

## Каталоги
- Boris Blankin «Baruch Saktsier» (1978)